# فرانکی جنارو
فرانکی جنارو (انگلیسی: Frankie Genaro; ۲۶ اوت ۱۹۰۱ – ۲۷ دسامبر ۱۹۶۶) بوکسور اهل ایالات متحده آمریکا بود.